# Cantonul Grand-Champ
Cantonul Grand-Champ este un canton din arondismentul Vannes, departamentul Morbihan, regiunea Bretania, Franța.

## Comune
- Brandivy
- Colpo
- Grand-Champ (reședință)
- Locmaria-Grand-Champ
- Locqueltas
- Meucon
- Plaudren
- Plescop